# Файко, Алексей Михайлович
Алексе́й Миха́йлович Файко́ (1893—1978) — русский советский драматург.

## Биография
Родился 7 (19 сентября) 1893 года в Москве в купеческой семье, интерес к театру унаследовал от родителей. В 1912 окончил Петропавловское мужское училище при евангелическо-лютеранском кафедральном соборе свв. Петра и Павла в Москве. Преподавание велось в основном на немецком языке, а преподаватели были большей частью выпускниками Дерптского университета. В 1917 году окончил романо-германское отделение Историко-филологического факультета Московского университета. В 1921—1924 годах был педагогом, актёром и ассистентом руководителя Студии импровизации «Летучая мышь».

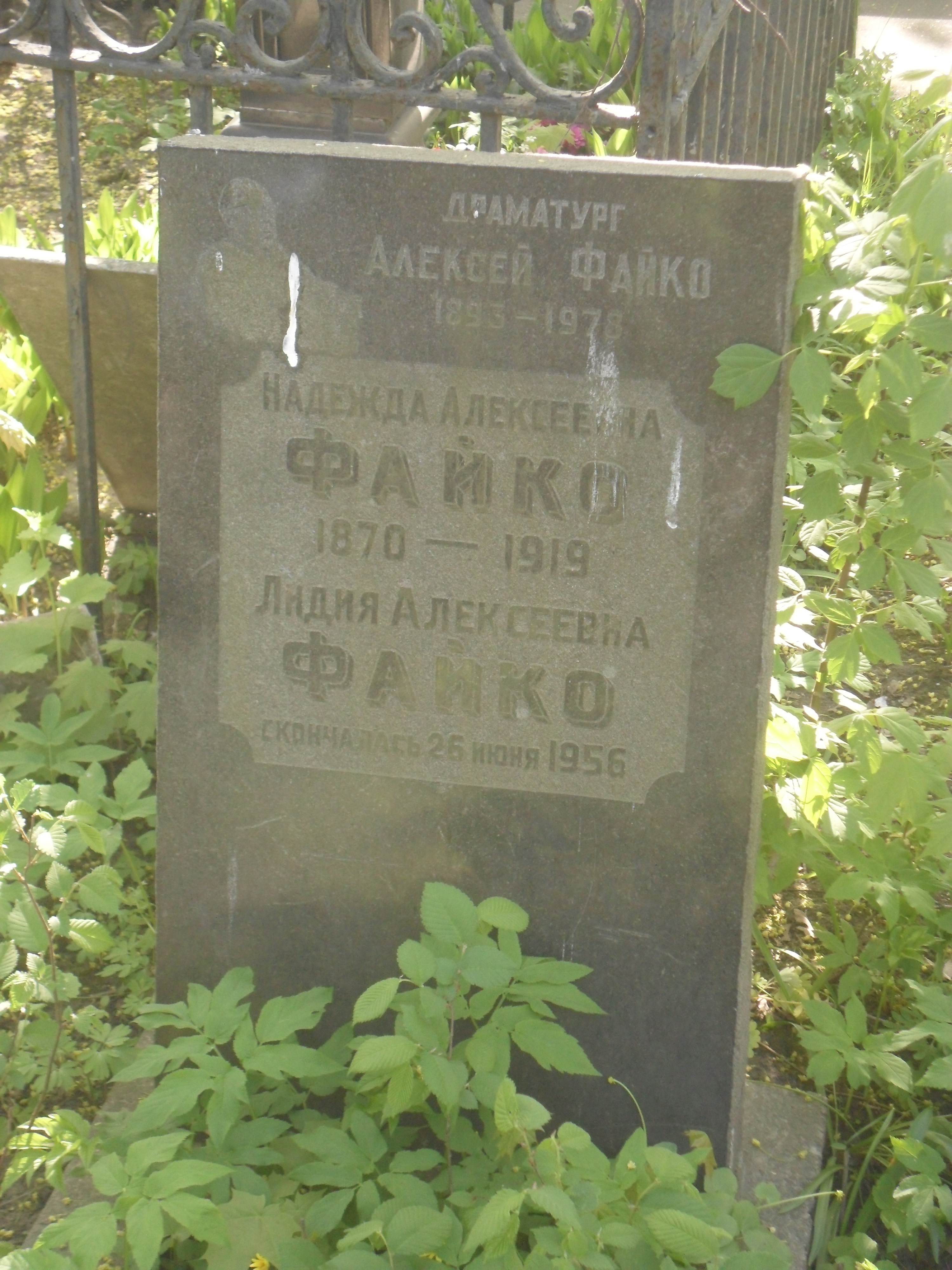
Могила Файко на Новодевичьем кладбище Москвы.

Успех ему принесла сценически эффектная пьеса с детективным сюжетом «Озеро Люль» (1923), действие которой происходит в абстрактной стране, — со множеством иронических намёков на капиталистов и революционеров. В его пьесах «Учитель Бубус» (1925), поставленной Вс. Мейерхольдом в своём театре с 46-ю музыкальными вставками из Листа и Шопена, или «Евграф, искатель приключений» (1926) приключенческий сюжет соединяется с актуальной сатирой. Большой сценический успех имела пьеса «Человек с портфелем», сатира на советского карьериста от науки.
Автор либретто опер Т. Н. Хренникова «В бурю» и «Мать» (по М. Горькому).
Занимался переводами пьес драматургов СССР.
Жил в писательском доме в Нащокинском переулке (дом № 3/5) на одной лестничной клетке с М. А. Булгаковым. Доживал Файко свой век на Ленинградском шоссе — в доме престарелых.
Умер 25 января 1978 года. Похоронен в Москве на Новодевичьем кладбище (участок № 3).

В своих воспоминаниях о Михаиле Афанасьевиче, рассказывая о последней встрече, Файко приводит их разговор.
Я хотел тебе вот чего сказать, Алеша, — вдруг необычно интимно произнес он. — Не срывайся, не падай, не ползи. Ты — это ты, и, пожалуй, это самое главное….. Будь выше обид, выше зависти, выше всяких глупых толков….
— Наталья Громова Все в чужое глядят окно.

## Награды
- орден Трудового Красного Знамени (18.9.1973)
- два ордена «Знак Почёта» (31.1.1939; 22.10.1963)
- медали

## Пьесы
- комедия «Дилемма» (1921; драматургический дебют; Театр «Летучая мышь», реж. Мчедлов)
- музыкальная комедия «Карьера Пирпойнта Блэка» (1922; бывший Театр Корша «Павлиний хвост»)
- мелодрама «Озеро Люль» (1923, Театр Революции)
- комедия «Учитель Бубус» (1925, Театр им. Мейерхольда)
- драма «Евграф, искатель приключений» (1926, МХАТ 2-й).
- «Человек с портфелем» (1928; Театр Революции, реж. А. Д. Дикий; возобновлена в 1938)
- «Неблагодарная роль» (1932, МХАТ 2-й)
- «Концерт» (1936, Театр Революции)
- «Актриса» (по одноименному сценарию Н. Р. Эрдмана и М. Д. Вольпина; 1942, Ленинградский Театр Комедии)
- «Капитан Костров» (1946, Московский Театр драмы)
- «Пять подруг» (совместно с Ц. С. Солодарем; 1949, Театр им. М. Ермоловой)
- «Не сотвори себе кумира» (1956, Ленинградский Театр Комедии)

## Киносценарии
- 1924 — «Аэлита»
- 1924 — «Папиросница от Моссельпрома»
- 1941 — «Сердца четырех»

## Воспоминания
- Записки старого театральщика, М., Искусство. 1978

## Издания
- Файко А. М. Пьесы. М.: Гослитиздат, 1935.
- Файко А. М. Драмы и комедии. М., 1958.
- Файко А. М. Три встречи // Театр. 1962. № 9.
- Файко А. М. Из тетради драматурга. Радин // Театр. 1962. № 10.
- Файко А. М. Младший друг и старший товарищ // Писатель — боец. М., 1963.
- Файко А. М. Театр. Пьесы. Воспоминания. М., 1971.

## Архив
Обширный фонд Алексея Михайловича Файко хранится в Российском государственном архиве литературы и искусства под номером 2205. В фонд входят 1025 документов за 1864–1974 годы. В фонд включены многочисленные рукописи Файко, пьесы: «Озеро Люль» (1923), «Учитель Бубус» (1924), «Евграф, искатель приключений» (1926), «Человек с портфелем» (1927, 1957) и другие, литературные сценарии фильмов: «Аэлита» Я. А. Протазанова [1923], «Сердца четырех» и другие. Среди рукописей также рассказы, статьи, рецензии, заметки. Собрано множество записных книжек А. М. Файко.
В фонде хранится большой фонд переписки (всего 344 корреспондента), личные документы и фотографии, статьи и заметки об А. М. Файко.